# Bello Horizonte
Bello Horizonte és un balneari del sud de l'Uruguai, ubicat al departament de Canelones. Forma part de la Costa de Oro.

## Geografia
Bello Horizonte es troba al sud-est del departament de Canelones, al sector 8. Al sud té platges sobre el Riu de la Plata; a l'est limita amb Guazú-Virá, i a l'oest amb el balneari de Costa Azul.
El balneari s'ubica al km 57 de la Ruta Interbalneària.

## Població
D'acord amb les dades del cens de 2004, Bello Horizonte tenia 303 habitants.
| Any  | Població |
| ---- | -------- |
| 1963 | 114      |
| 1975 | 89       |
| 1985 | 112      |
| 1996 | 283      |
| 2004 | 303      |
| 2011 | 416      |

Font: Institut Nacional d'Estadística de l'Uruguai